# Kura Kura
«Kura Kura» es una canción grabada por el grupo femenino surcoreano Twice. Fue lanzada oficialmente por Warner Music Japan en formato físico y digital el 12 de mayo de 2021 y corresponde al octavo sencillo japonés de su discografía. Forma parte de un álbum sencillo compuesto además por un lado B con el tema «Strawberry Moon». La canción fue escrita por J.Y. Park y Yu-Ki Kokubo y fue lanzada junto con su vídeo musical el 20 de abril de 2021.
Posteriormente, fue incluida en el tercer álbum de estudio japonés del grupo titulado Perfect World (2021).

## Antecedentes y lanzamiento
El 6 de marzo de 2021, durante la realización de su segundo concierto en línea titulado Twice in Wonderland, dedicado exclusivamente para el mercado japonés en reemplazo del suspendido concierto a realizarse en marzo de 2020 en el Tokyo Dome, Twice anunció el futuro lanzamiento de su octavo sencillo japonés, que tendrá por nombre «Kura Kura». Luego, a través de las redes sociales oficiales del grupo, se confirmó que su fecha de lanzamiento sería el 12 de mayo de 2021 y que contendría un lado B titulado «Strawberry Moon».
El 23 de marzo fueron lanzados los vídeos teasers conceptuales correspondientes a Jeongyeon, Nayeon y Momo. Al día siguiente se presentaron los teasers de Jihyo, Mina y Sana y luego los de Tzuyu, Chaeyoung y Dahyun. El 26 de marzo se lanzaron una serie de fotos conceptuales grupales.

## Composición y letra
"Kura Kura expresa el proceso de un amor que está dentro de la imaginación y que se transforma gradualmente en un amor basado en la realidad. Twice está cantando sobre una forma de amor que antes no había estado presente en su discografía en japonés", señaló el productor y escritor de la canción, J.Y. Park.

## Vídeo musical
El 19 de abril de 2021, fue publicado a través de las redes sociales del grupo un teaser tráiler del vídeoclip el sencillo principal. El vídeo musical de «Kura Kura» fue lanzado por Warner Music Japan el 20 de abril de 2021.

## Lista de canciones
| CD    |                                  |                         |               |          |  |
| N.º   | Título                           | Letras                  | Música        | Duración |  |
| 1.    | «Kura Kura»                      | J.Y. Park, Yu-Ki Kokubo | UTA           | 3:48     |  |
| 2.    | «Strawberry Moon»                | Yuka Matsumoto          | Ciara, Trippy | 3:23     |  |
| 3.    | «Kura Kura» (Instrumental)       |                         | UTA           | 3:48     |  |
| 4.    | «Strawberry Moon» (Instrumental) |                         | Ciara, Trippy | 3:21     |  |
| 14:20 |                                  |                         |               |          |  |

## Reconocimientos

### Listados
| Publicación  | Lista                                      | Ranking  | Ref.   |
| ------------ | ------------------------------------------ | -------- | ------ |
| Amazon Music | Best of 2021: K-Pop                        | Incluida | [ 11 ] |
| Genius Korea | 2021 Year End Chart - Top Songs            | 41.º     | [ 12 ] |
| Genius Korea | 2021 Year End Chart - Top K-Japanese Songs | 2.º      | [ 13 ] |

## Posicionamiento en listas
| Lista (2021)          | Mejor posición |
| --------------------- | -------------- |
| Japón (Japan Hot 100) | 17             |
| Japón (Oricon)        | 18             |

## Historial de lanzamiento
| País   | Fecha               | Formato                           | Sello              | Ref.   |
| ------ | ------------------- | --------------------------------- | ------------------ | ------ |
| Varios | 21 de abril de 2021 | Descarga digital streaming        | Warner Music Japan | [ 16 ] |
| Japón  | 12 de mayo de 2021  | CD DVD Descarga digital streaming | Warner Music Japan | [ 17 ] |